# Vénusz
A Vénusz a második bolygó a Naptól, keringési ideje 224,7 földi nap. Nevét Venusról, a szépség római istennőjéről kapta. A Hold után a legfényesebb objektum az éjszakai égbolton, legnagyobb látszólagos fényessége −4,6 magnitúdó. Maximális fényességénél még nappal is észrevehető. Mivel a Vénusz kering a Nap körül és közelebb van hozzá, mint a Föld, ezért néhány hónapig a Naptól keletre, később néhány hónapig a Naptól nyugatra látható, változó távolságra. A keringés mindkét szélső pontjának látszólagos távolsága a Naptól, azaz a bolygó legnagyobb kitérése 47,8°, vagyis a Napot legfeljebb három órával követi, illetve előzi meg az égen.
A kalauzcsillagok közé tartozik, mivel segítette az embereket utazásaik során a tájékozódásban. Emiatt nagyon kedvelt volt és szívesen adtak különféle hangzatos neveket neki, külön a reggel látható és külön az esti Vénusz számára, mint például a Hajnalcsillag és Esti csillag nevet, amelyből keletkezett a jól ismert Esthajnalcsillag elnevezés. Az ókori görögök a kettőt még két külön égitestnek hitték, Heszperosz (napnyugati) és Foszforosz (fényhozó) néven ismerték. Magyar neveit főleg a szabad ég alatt élő pásztoroktól kaphatta. A bolygó „csillag” elnevezése természetesen nem csillagászati értelemben, hanem csak általános, népies szóhasználatban állja meg a helyét.
A Vénusz a Naprendszer egyetlen olyan bolygója, mely női alakról kapta a nevét. Ezen kívül csak három törpebolygó – a Ceres, az Eris és a Haumea visel  női nevet.
Föld-típusú bolygónak számít, a Föld testvérbolygójának is hívják, mivel a két bolygónak hasonló a mérete, a gravitációs ereje és a tömege. Nagy fényvisszaverő képességű, kénsav tartalmú felhőréteg takarja el a fény elől a felszínt. Ez sokáig olyan találgatásoknak adott alapot, melyekre a planetológia csak a 20. század folyamán tudta megadni a választ. A kőzetbolygók közül a Vénusznak van a legsűrűbb légköre, amelyet főleg szén-dioxid alkot. A légköri nyomás a földinek 92-szerese. Hiányzik a szén körforgása, amely biztosítaná, hogy a felszabadult szén visszakerüljön a sziklákba és más felszíni képződményekbe, s a szerves élet hiánya miatt nem jöhet létre ezt elnyelő biomassza sem. Olyan meleg van a felszínen, hogy az egyes feltételezések szerint a felszínen valaha létezett, a földihez hasonló óceánok régen elpárologtak. A helyén csak sivatagszerű síkságok és szikladarabok maradtak. A leginkább elfogadott elmélet szerint az elpárolgott víz kivált, és a bolygó mágneses terének hiányában a napszél szétterítette az űrben a hidrogénrészecskéket.
A felszínt 1990-94 között térképezte fel a Magellan űrszonda. A bolygó felszíne kiterjedt vulkanizmus nyomait mutatja és a légkörben megtalálható kén több szakértő véleménye szerint napjainkban is aktív vulkanikus folyamatokra utal. A kevés becsapódási kráter arra utal, hogy a felszín fiatal, legfeljebb félmilliárd éves. A legutóbbi időkig talány volt, miért nem kapcsolódik egyik látható kalderához sem lávaömlés nyoma. 2010-ben az európai Venus Express VIRTIS infravörös képalkotó spektrométerének segítségével több vulkán környékén is felfedeztek fiatal, 2,5 millió évesnél fiatalabb lávafolyásokat, azaz a felszín geológiai értelemben ma is aktív. A bolygón nincs lemeztektonikára utaló jel, ami abból fakadhat, hogy kérge túl kemény ahhoz, hogy szubdukció menjen végbe.

## Szerkezet
A Vénusz a Naprendszer négy Föld-típusú bolygójának egyike, ami azt jelenti, hogy jellemzően kőzetekből épül fel. Méretében és tömegében nagymértékben hasonlít a Földhöz, s emiatt gyakran hívják a Föld testvérének is. Átmérője csak 650 km-rel kisebb a Földénél, a tömege a földinek 81,5%-a. A felszíni feltételek azonban a vénuszi sűrű szén-dioxid légkör miatt nagymértékben eltérnek. A vénuszi légkör 96,5 tömegszázaléka szén-dioxid, a fennmaradó nagyjából 3% pedig nitrogén.

### Belső szerkezet
A szeizmikus adatok és a tehetetlenségi állapotra vonatkozó adatok hiányában kevés közvetlen információ áll rendelkezésre a belső szerkezetről és annak geokémiájáról. A Vénusz és a Föld közötti hasonló méret és sűrűség miatt azonban feltételezhető, hogy a Földéhez hasonló a felépítése: mag, köpeny, kéreg. A Földéhez hasonlóan a Vénusz magját is legalább részben folyékonynak vélik. A Vénusz kisebb mérete miatt a belsejében kisebb a nyomás, mint a Földben. A fő különbség a két bolygó között az, hogy a Vénuszon nem létezik lemeztektonika, feltehetően a száraz felszín és köpeny miatt. Ennek eredményeként alacsony a hőveszteség, amely megakadályozza a bolygó lehűlését és magyarázatot adhat a belső mágneses tér hiányára.

### Geográfia

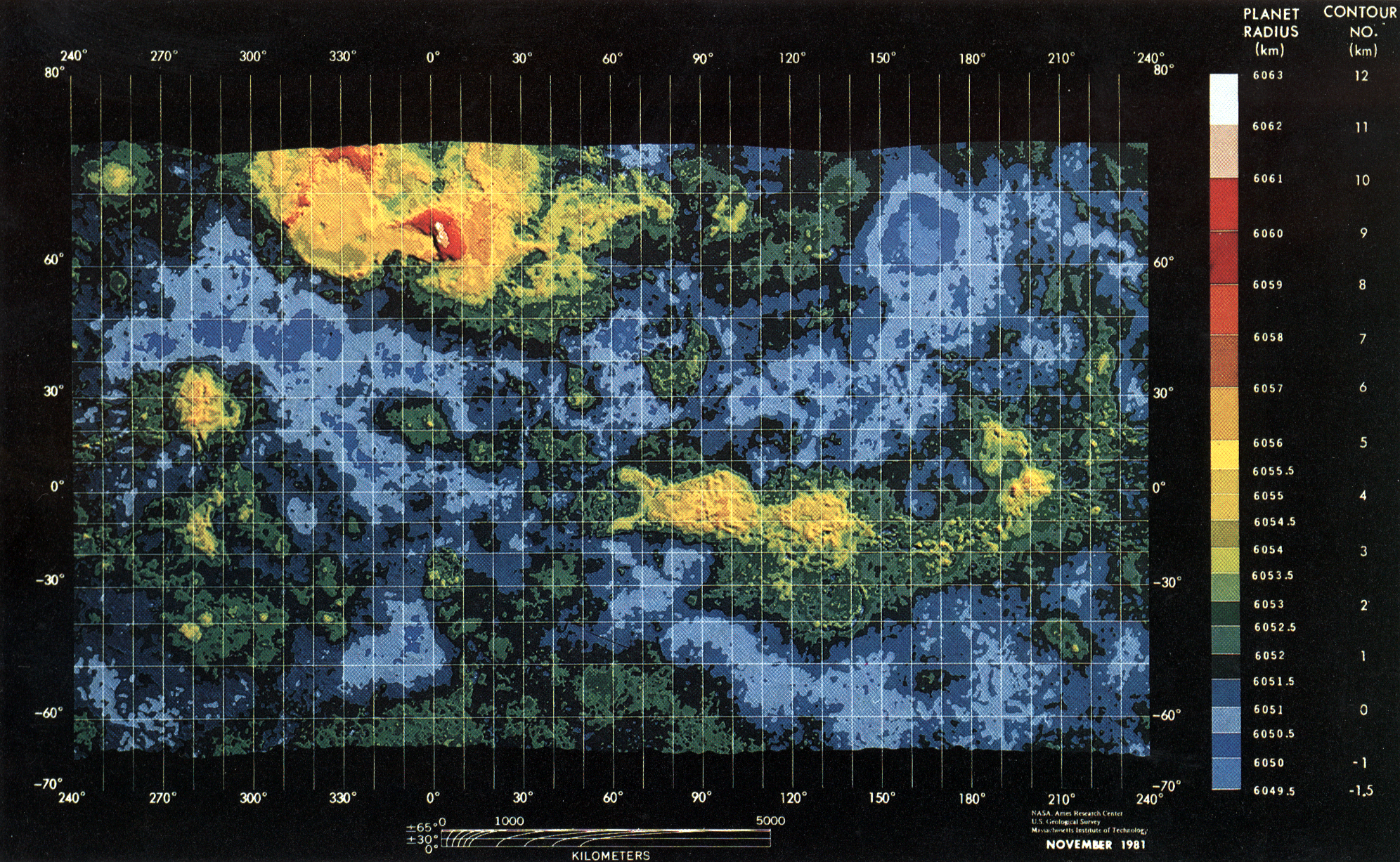
A Vénusz térképe a sárgával jelölt magasabb kontinensekkel: fent az Ishtar Terra, jobbra lent az Aphrodite Terra

A Vénusz felszínének 80%-át sima vulkáni síkságok alkotják. Két magasabb kontinens foglalja el a felszín nagy részét, egy az északi féltekén, egy pedig az Egyenlítőtől délre. Az északi kontinens az Ausztrália méretű Ishtar Terra, ami a babilóniai szerelemistenről, Istárról kapta a nevét. Ezen található a Vénusz legmagasabb hegye, a Maxwell Montes. Csúcsa 11 km-re emelkedik ki a Vénusz átlagszintjéből. A déli kontinens a Dél-Amerika méretű Aphrodite Terra, aminek a nevében a görög istennőnek a neve fedezhető fel. Ennek a kontinensnek nagy részét repedések és egyenetlenségek foglalják el.
A kőzetbolygókra jellemző becsapódási kráterek, hegyek és völgyek mellett a Vénuszon több egyedi felszíni forma is megtalálható, amelyek mind vulkáni tevékenységből származnak. Ezek között megtalálhatóak a farra-nak nevezett, palacsinta alakú, 20–50 km átmérőjű és 100–1000 m magasságú, lapos felszínű vulkáni alakzatok, a novae-nek nevezett csillagszerű repedésrendszerek, az arachnoidok, melyek pókhálóhoz hasonlító, sugárirányú és koncentrikus repedések, és a coronae-k, melyek általában medencék által körülvett gyűrű alakú repedések. Mindezek a felszíni formák vulkanikus eredetűek.
Szinte minden felszíni formát a Vénuszon történelmi vagy mitológiai nőkről neveztek el. A kevés kivétel közé tartozik a Maxwell Montes, amely James Clerk Maxwell nevét viseli, és két fennsík, az Alfa-régió és a Béta-régió. Ezeket még azelőtt elnevezték, hogy a jelenlegi névadási rendszeren a Nemzetközi Csillagászati Unió, a bolygók nomenklatúrájának kialakításával foglalkozó szervezet elkezdett volna dolgozni.
A Vénuszon megtalálható fizikai jelenségek helyszínének megállapításához azt a kezdő hosszúsági kört használják, mely definíció szerint az Éva nevű ovális képződménynek a radarral feltérképezett területén áthaladó hosszúsági főkör. Ez az Alfa-régiótól délre fekszik.

### A felszín geológiája
A Vénusz felszínének nagy részét vulkáni tevékenységek sora formálta. A Vénuszon többször annyi vulkán van, mint a Földön, köztük 167 óriásvulkán, melyeknek átmérője a 100 km-t is meghaladja. Az egyetlen hasonló méretű földi vulkáni komplexum a Hawaii Nagy Sziget. Ez nem azért van, mert a Vénuszon erősebb az aktivitás, hanem mert a kéreg sokkal idősebb. A Föld kérge állandóan átalakul szubdukcióval a tektonikai lemezek határainál, átlagos életkora 100 millió év, míg a Vénusz felszínének korát 500 millió évre becsülik.
Több jel is arra mutat, hogy a Vénuszon jelenleg is folyik vulkáni aktivitás. A szovjet Venyera-program keretében kiküldött Venyera–11 és Venyera–12 űrszondák állandó villámlásokat észleltek, a Venyera–12 leszállás után egy erős dörgést is regisztrált. Az Európai Űrügynökség Venus Expresse nagy mennyiségben rögzített az atmoszféra magasabb rétegeiben lejátszódó villámlást. A Földön ilyen jelenségek zivatarok során jönnek létre. De a Vénuszon nincsenek zivatarok (bár a felsőbb légrétegekben lehet megfigyelni kénsavesőt, de ez 25 km magasságban elpárolog), ezért a villámlást valószínűleg vulkánkitörésekből származó vulkáni hamu hozza létre. Egy másik érdekes bizonyíték a vulkáni aktivitásra az atmoszféra kén-dioxid koncentrációjának méréséből származik, amely szerint ez 1978 és 1986 között egy nagyságrenddel csökkent. Ebből arra lehet következtetni, hogy a kén-dioxid szintet korábban egy hatalmas vulkánkitörés emelte meg.

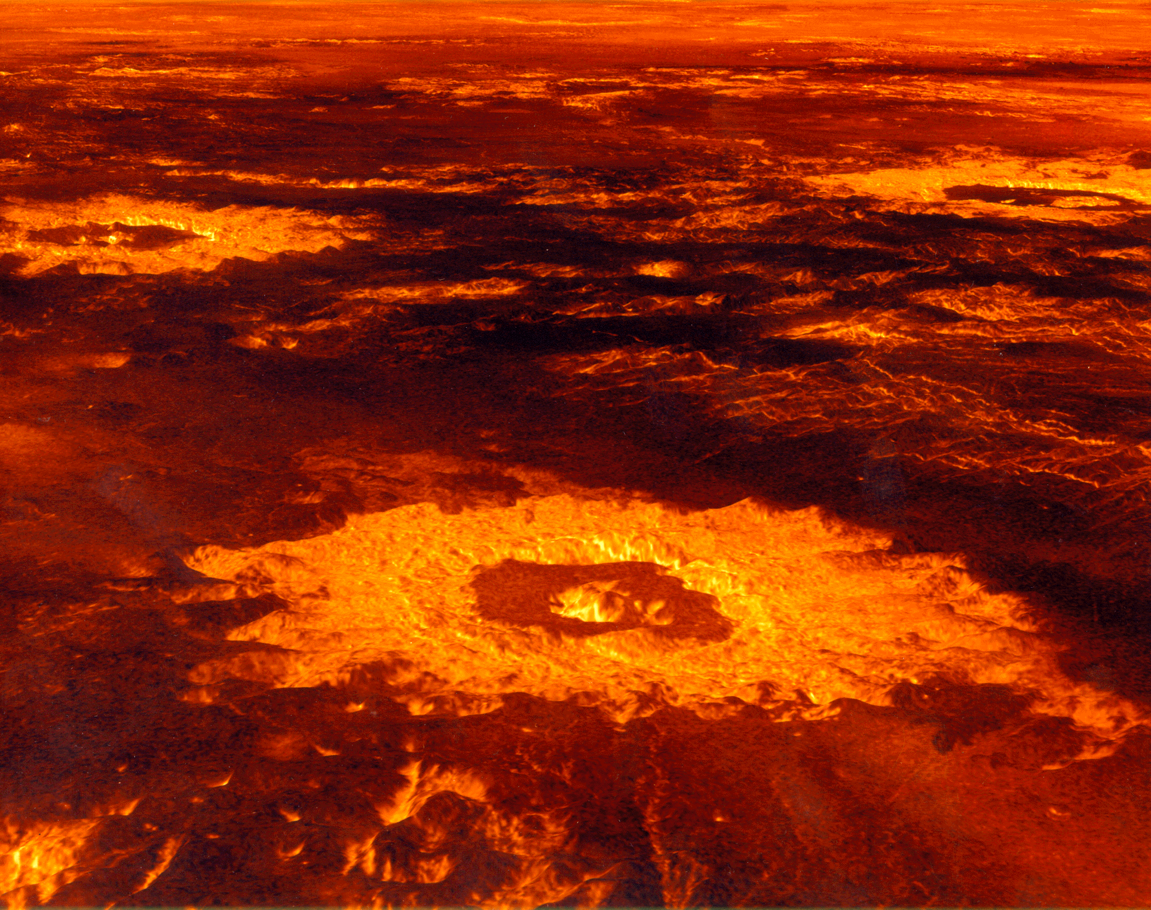
Becsapódási kráterek a Vénusz felszínén

A Vénuszon nagyjából 1000 becsapódási kráter található, többé-kevésbé egyenletesen szétszóródva. Más kráterezett égitesteken, mint amilyen a Föld vagy a Hold, a krátereken az erózió különböző szakaszai mutatkoznak meg. A Holdon a lepusztulást későbbi becsapódások, a Földön a szél és az eső eróziója okozza. Azonban a Vénuszon a kráterek 85%-a még a kezdeti állapotban van. Ez arra utal, hogy a bolygón 500 millió évvel ezelőtt teljesen újjáalakult a felszín. A Föld kérge folyamatos mozgásban van, a Vénuszról viszont úgy gondolják, nem tud fenntartani egy ilyen folyamatot. Lemeztektonika nélkül a köpeny nem tud állandóan hőt veszíteni, ezért a hőmérséklet bizonyos idő múlva elér egy kritikus szintet, amely meggyengíti a kérget. Ezt követően mintegy 100 millió év alatt a szubdukció hatalmas méretekben történik meg, teljesen újraformálva a kérget.
A vénuszi kráterek átmérője 3 és 280 km közötti. A sűrű légkör miatt nincsenek 3 km-nél kisebb meteoritkráterek, ugyanis a kisebb kinetikus energiával rendelkező objektumok annyira lelassulnak a légkörben, hogy nem hoznak létre krátert.
További képek a Vénuszról: 

### Légkör

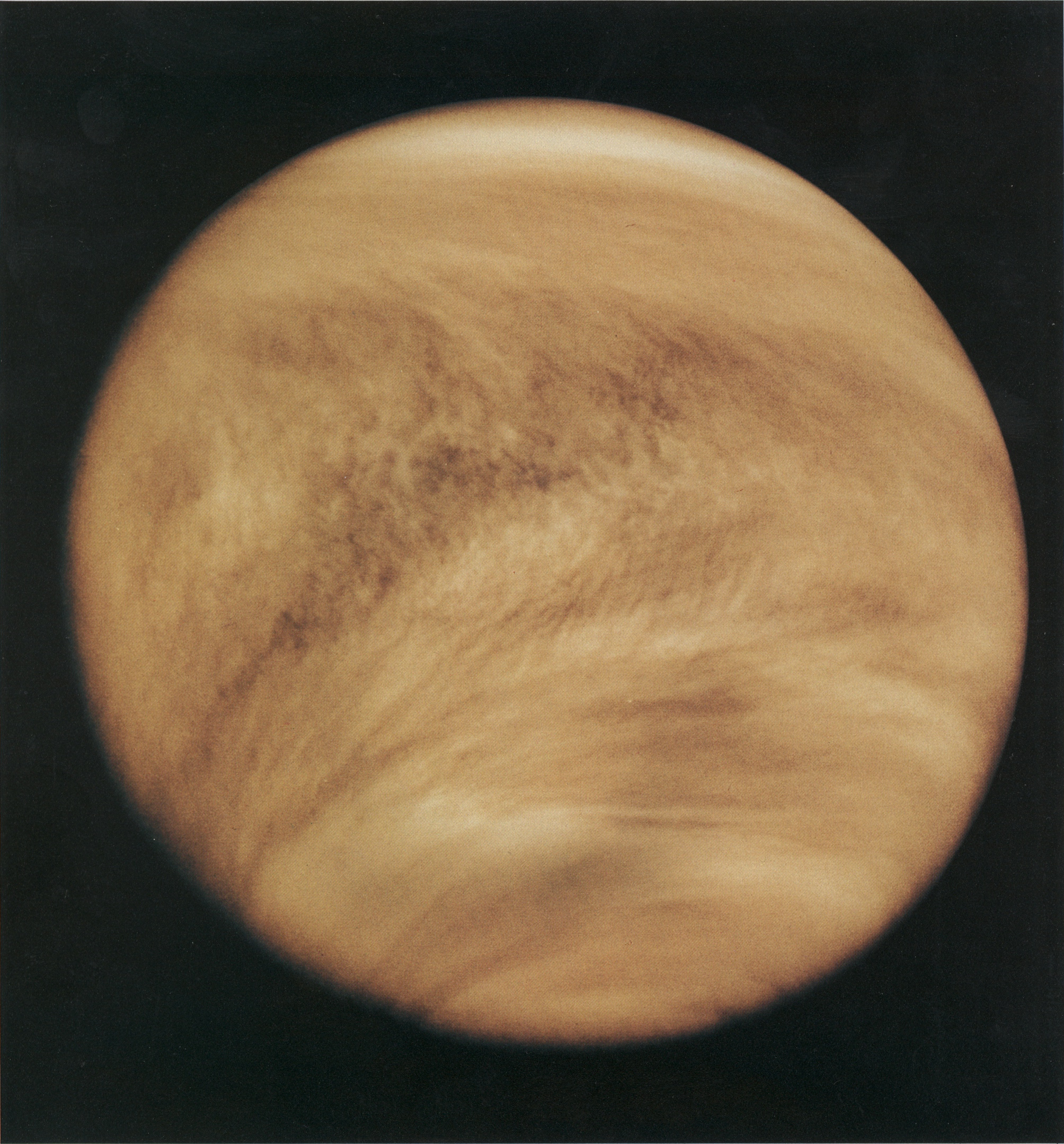
A Vénusz légkörének belső szerkezete egy közeli fényképen, amit UV-megfigyeléssel készítettek

A Vénusz légköre igen sűrű, melynek nagy része szén-dioxid, kisebb része nitrogén. A légkör tömege a földinek 93-szorosa, míg az itt mért nyomás a földinek mintegy 92-szerese. Ez a nyomás a Földön az óceánokban 1 km mélységben mérhető. A felszínen mért levegősűrűség 65 kg/m³ (a víz sűrűségének 6,5%-a.). A légkör hatalmas CO2-tartalma és a vékony kén-dioxidfelhők miatt a Naprendszerben itt a legnagyobb az üvegházhatás, s ennek következményeként a felszíni hőmérséklet 460 °C fölött van. Így a Vénusz felszínén mért hőmérséklet magasabb, mint a Merkúr felszínén, mert itt a minimum-hőmérséklet −220 °C, a maximum pedig 420 °C, bár a Vénusz majdnem kétszer olyan messze van a Naptól, mint a Merkúr, s a felszínét csak negyedannyi napfény éri, mint a Merkúrét. Mivel a bolygón lényegében nincs semmilyen nedvesség, a levegőnek nincs páratartalma. (A meglévő pára mértéke kevesebb mint 1%). Ezek miatt a hőindex 450 °C és 480 °C között van. A Venus Express űrszonda 2011-ben vékony ózonréteget fedezett fel a Vénusz légkörében, mintegy 100 km-es magasságban. Az ózon sűrűsége a földi ózonréteg ezredrésze lehet, vastagsága 5–10 km.
Tanulmányok arra utalnak, hogy több milliárd évvel ezelőtt a Vénusz légköre jobban hasonlított a Földére, mint ma, s talán még egy időben a víz is megmaradt a felszínén, de ennek az eredeti vízmennyiségnek az elpárolgása egy egyre gyorsuló, önmagát gerjesztő üvegházhatást indított el, s ennek következtében kritikus mértékben megemelkedett a légkörben meglévő üvegházhatású gázok aránya. A hőtehetetlenség és az alacsonyabb légrétegekből a magasabbakba vándorló meleg miatt nincs nagy különbség a Vénusz éjszakai és nappali oldala között. Mindez a bolygó igen lassú forgása ellenére is igaz. A felszíni szelek lassúak, sebességük csupán néhány kilométer óránként, de a Vénusz légkörének felszíni sűrűsége miatt ehhez is jelentős erő szükséges, a szél port és kisebb köveket szállít magával. A sűrű CO2 légréteg fölött vékony felhőréteg van, melynek részei kicsi, kén-dioxid és kénsav tartalmú cseppekből állnak. Ezek a felhők a rájuk érkező napfény 60%-át visszaverik az űrbe, ami megakadályozza, hogy a Vénusz felszínét a látható fénytartományban megfigyeljük. Az állandó felhőtakaró következtében, annak ellenére, hogy a Vénusz közelebb van a Naphoz, mint a Föld, a felszíne rosszul megvilágított. A szén-dioxid okozta üvegházhatás nélkül a Vénusz hőmérséklete a Földéhez hasonlítana. A felhők fölött 4-5 földi nap alatt erős, 300 km/h-s szél járja körbe a bolygót.
Bár a Vénusz légköre jelentősen különbözik a Föld légkörétől, atmoszférájában a földihez hasonló erősséggel és gyakorisággal villámok cikáznak. A villámok gyakoribbak a nappali oldalon és az alacsony szélességi köröknél.
Vizsgálatok azt mutatják, hogy a Vénusz éjszakai oldalán a levegő áramlása jelentősen eltér a nappali oldalon megmutatkozó szelekétől. A Vénusz atmoszféráját az erős szelek uralják, amik a bolygó forgásánál jóval gyorsabban mozognak, ezért ezt szuper-rotációnak nevezik. A szelek sebessége eléri a forgás sebességének 60-szorosát! Ezek a szelek nagy magasságban a leggyorsabbak, 65–72 km közötti magasságban a felszín fölött.
A szuper-rotáció viselkedése szabálytalan és kaotikus az éjszakai oldalon.

### Mágneses tér és mag
A Pioneer Venus Orbiter (1980) adatai alapján a Vénusz mágneses tere sokkalta gyengébb és kisebb, mint a Földé, s ez is inkább az ionoszféra és a napszél kölcsönhatásának tudható be, mintsem a dinamó-effektus következményének. Megjegyzendő, hogy a Föld mágneses tere nagy valószínűséggel ez utóbbiból származik. A Vénusz magnetoszférája túl gyenge ahhoz, hogy megvédje az atmoszférát a kozmikus sugárzástól, illetve a napszél-eróziótól.
A Vénusz belső mágneses terének hiánya a várakozásoknak igencsak ellentmondott, hiszen mérete a Földéhez hasonló. A dinamó-effektus kialakulásához három dolog szükséges: egy elektromosan vezető folyadék, forgás és konvekció. A mag elektromosan vezető lehet, a forgás nagyon lassú, de a szimulációk szerint ez is elég lenne dinamó keletkezéséhez. Ezek szerint a dinamó a konvekció hiánya miatt nem létezik. A Földön a konvekció a mag külső folyékony rétegében jelenik meg a felső és az alsó rétegek közötti hőmérsékletkülönbség miatt. Mivel a Vénusznak nincs lemeztektonikája, amely elvezetné a hőt, a mag folyékony rétegei ugyanolyan hőmérsékletűek, vagy a mag mostanra teljesen megszilárdult.
Mindemellett a Vénuszon óriási lávaömlések is láthatók, ezért a lehűlt mag elmélete nem valószínű. A feláramlások nem tudják áttörni a vastag kérget, de folytonosan gyengítik azt. Az alulról megolvadt kéregdarabok időnként beszakadnak a köpenyanyagba, és ekkor óriási felületeket épít újra a frissen felszínre jutó magmaanyag.

## Megfigyelése

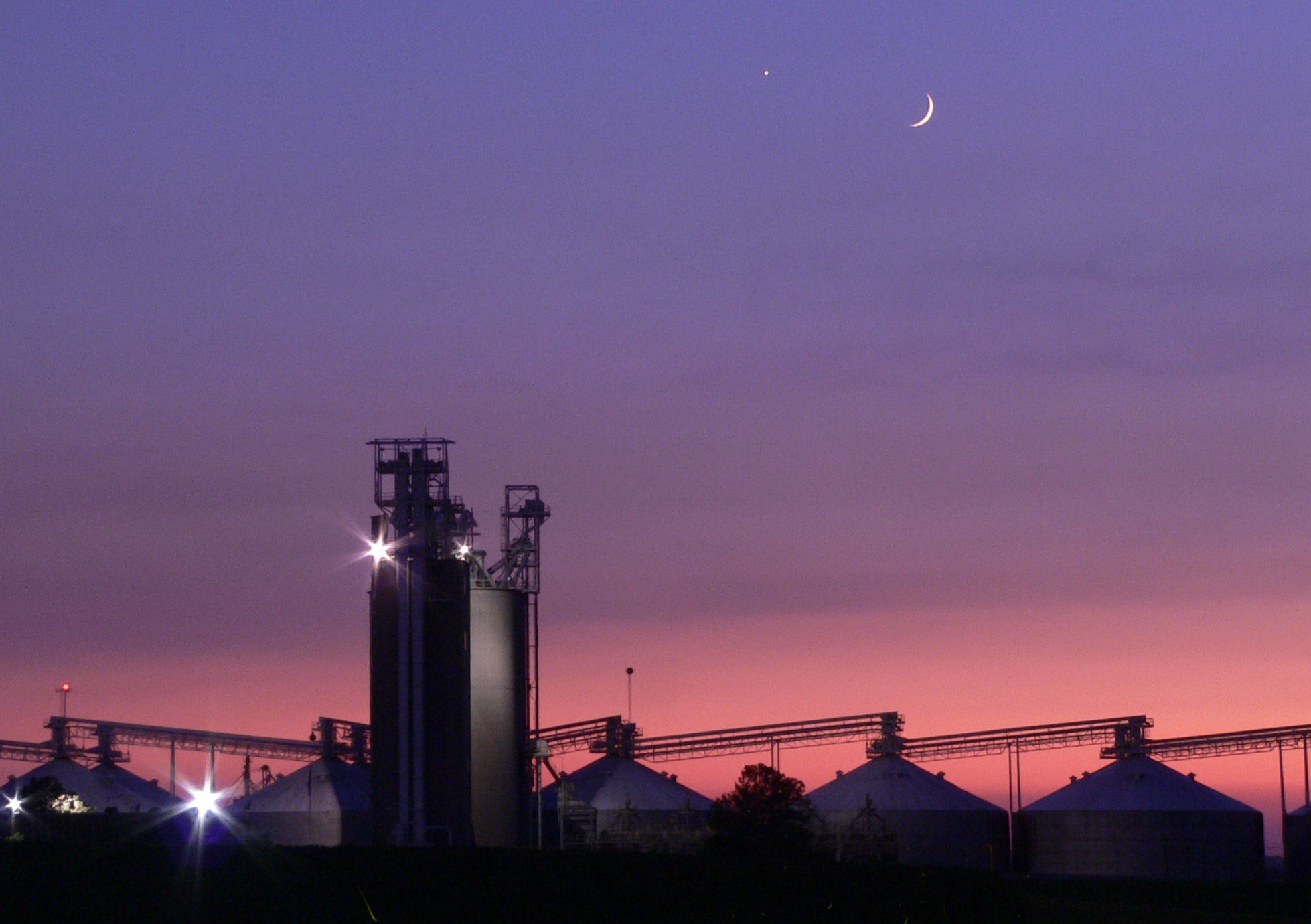
A Vénusz a növekvő Hold mellett

A Vénusz a csillagoknál mindig fényesebb, látszólagos fényessége -3,8 és -4,6m között változik. Ha végigkövetjük a fényesség változását az alsó együttállástól, akkor azt tapasztaljuk, hogy a néhány %-os, minimális fázis növekedésével jobban nő a fényesség, mint amennyire a távolodással csökken. Kb. 25%-os korong megvilágítottságnál, 38°-os elongációnál éri el a Vénusz a maximális fényességét: ezután a távolodás fénycsökkentő hatása nagyobb, mint a megvilágított felület növekedésének hatása, így fényessége a minimális -3,8m-ig csökken, ami ezután jó fél évig egy tized magnitúdón belül marad. Belső bolygóként legnagyobb kitérése a Naptól 47°.
A Vénusz vagy az esti égbolton, vagy a reggeli égbolton látható. Legnagyobb fényességénél szinte lehetetlen nem megtalálni. Nagy elongációnál napnyugta után még sokáig megfigyelhető. Mint a legfényesebb pontszerű objektumot az égbolton, gyakorlatlan megfigyelők azonosítatlan repülő tárgynak vélik.

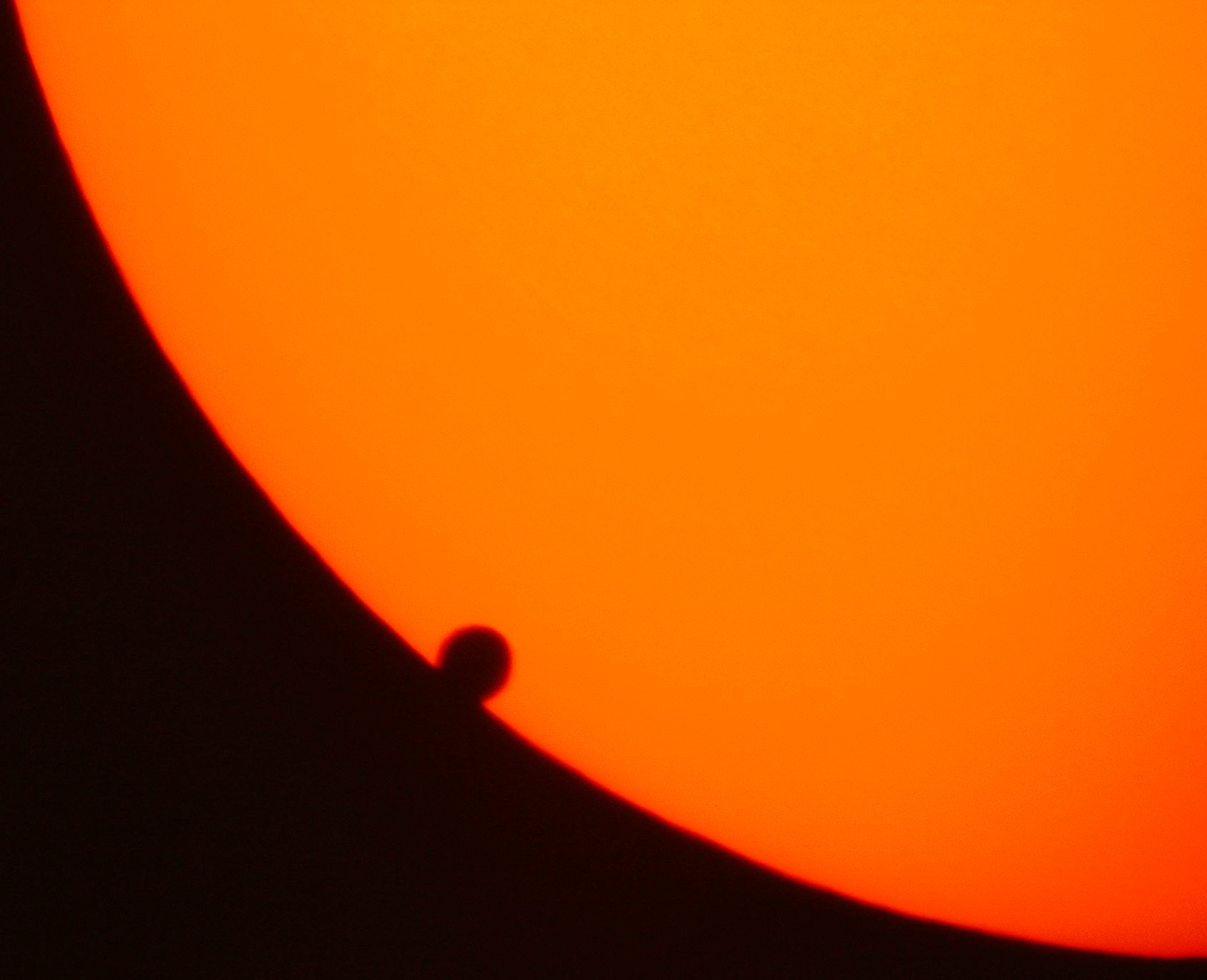
A Vénusz átvonulása a Nap előtt 2004. június 8-án

Mivel közelebb kering a Nap körül, mint a Föld, a Vénusz hasonló fázisokat mutat, mint a Hold. Pályája a Föld pályájához képest néhány fokkal eltér, ezért általában nem halad át a Nap korongja előtt. Mégis sor kerül 120 évenként egy páros Vénusz-átvonulásra – a párban lévő két átvonulás között csak 8 évvel –, amikor a bolygó Nappal való alsó együttállása a Föld pályasíkjába esik. A legutóbbi átvonulás 2004. június 8-án és 2012. június 6-án volt. A történelmi átvonulások fontosak voltak, mert lehetővé tették a csillagászoknak, hogy pontosan meghatározzák a csillagászati egységet és ennélfogva a Naprendszer méretét.

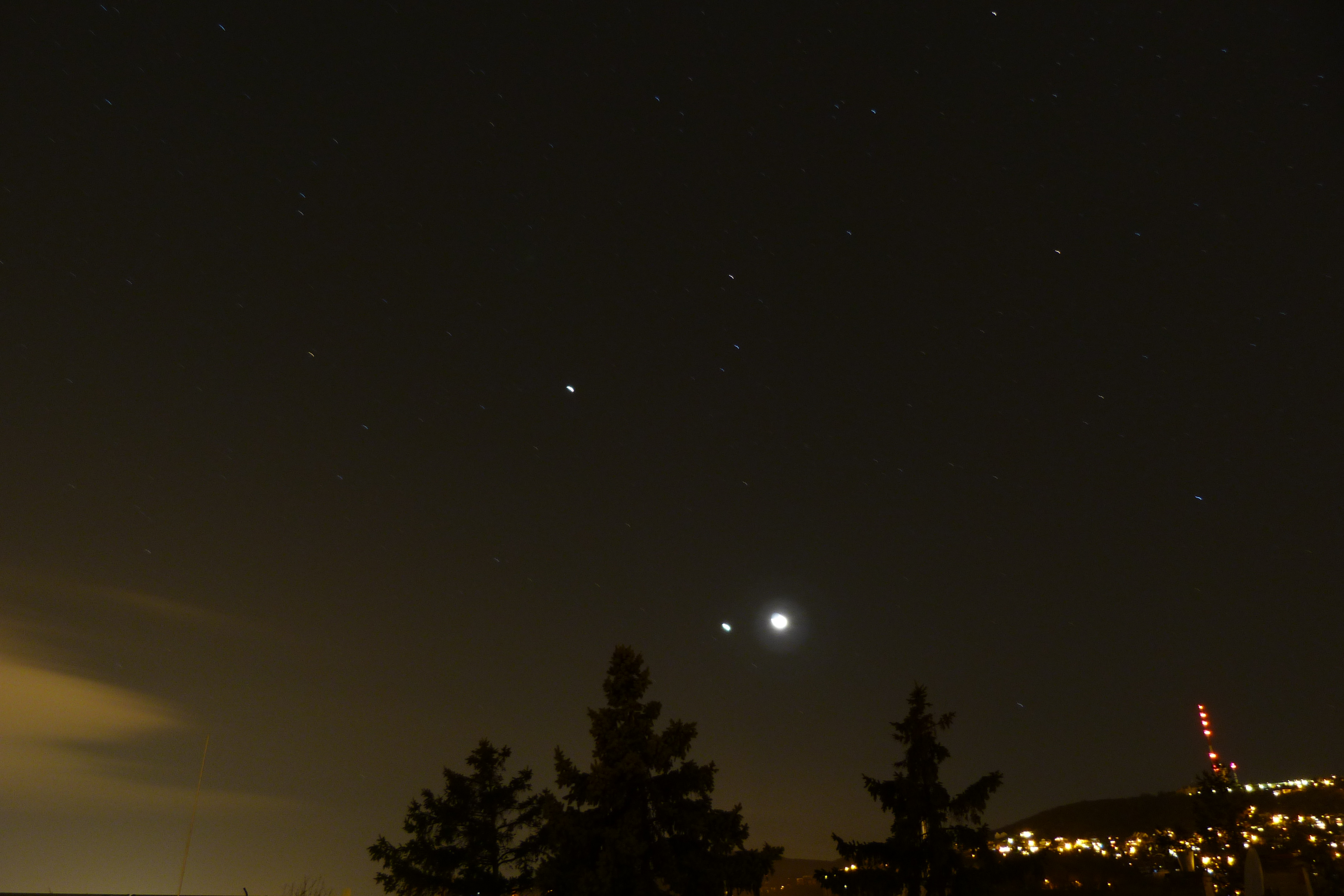
Vénusz-Jupiter-Hold együttállás 2012 -ben

## Kutatás

### Korai vizsgálatok

A Vénusz fázisai

Galilei a 17. század elején fedezte fel, hogy a Vénusznak hasonló fázisai vannak, mint a Holdnak. Ez csak úgy lehetséges, hogy a Vénusz a Nap körül kering, vagyis a megfigyelés ellentmondott a Naprendszer geocentrikus modelljének.
A Vénusz légkörét Mihail Vasziljevics Lomonoszov fedezte fel 1761-ben, amikor is a Vénusz tranzit idején a Vénusz körül fényjelenséget figyelt meg, melyet a Vénusz-légkör hatásával magyarázott, ezt Lomonoszov-gyűrűnek hívják. 1790-ben Johann Schröter fázisanomáliát észlelt, amikor megfigyelte, hogy a növekvő Vénusz korai időszakában a vékony félkör a sűrű légkörben szóródó napfény miatt 180°-nál nagyobb volt. Később Chester Smith Lyman teljes gyűrűt figyelt meg a bolygó éjszakai oldala körül alsó konjunkcióban, ami újabb bizonyíték volt a légkör jelenlétére. A sűrű légkör miatt látható spektrumú megfigyeléssel nem  lehet meghatározni a bolygó forgási periódusát.

### Földi megfigyelések
A 20. századig nagyon keveset tudtunk a Vénuszról. Jellegtelen, egybefüggő felhőtakarója miatt nem lehetett tudni, mi van a felszínen. Ez csak a spektroszkópiai, radar és UV vizsgálatokkal vált lehetővé. Az első UV megfigyelést az 1920-as években végezték, amikor Frank E. Ross felfedezte, hogy az UV képeken sokkal több részlet látható, mint az optikai vagy az infravörös tartományban készült képeken.
Az 1900-as évek spektroszkópiai vizsgálatai szolgáltattak először bizonyítékot a Vénusz forgására. Vesto Slipher megpróbálta mérni a Vénuszról érkező fény Doppler-eltolódását, de nem észlelt forgást. Szerinte a bolygónak sokkal hosszabb a forgási periódusa, mint azt korábban gondolták. Az 1950-es években végzett megfigyelések kimutatták, hogy a forgás retrográd (vagyis a Föld forgásával ellentétes irányú). A Vénuszt először az 1960-as években vizsgálták radarral. A forgási periódusra akkor kapott értékek hasonlóak voltak, mint a ma elfogadott értékek.
Az 1970-es évek radarvizsgálatai derítettek fel először felszíni részleteket. Rádióimpulzusokat küldtek a bolygó felé az Arecibo Obszervatórium 300 méteres rádióteleszkópjával. A visszaverődő hullámok két nagyobb visszaverő területet jeleztek, melyeket Alpha és Beta régiónak neveztek el. Egy másik fényes terület volt a Maxwell Montes. Jelenleg csak ezeknek az alakzatoknak nincs női nevük a Vénuszon. A Földről készített legjobb radarképek felbontása 5 km-nél gyengébb. Részletes vizsgálatot csak az űrből lehet végezni.

### Űrszondák
| Műhold neve                     | Megérkezés          | Küldetés típusa                         | Távolság (km) | Sorsa |
| ------------------------------- | ------------------- | --------------------------------------- | ------------- | --- |
| venyera–1                       | 1961. május 19-20.  | közelrepülés                            | 100 000       | Nap körüli pályára állt. |
| Mariner–2                       | 1962. december 14.  | közelrepülés                            | 35 000        | Nap körüli pályára állt. |
| Zond–1                          | 1964. április 4.    | közelrepülés                            | 100 000       | Nap körüli pályára állt. |
| Venyera–2                       | 1965. november 12.  | közelrepülés                            | 24 000        | Nap körüli pályára állt. |
| Venyera–3                       | 1966. március 1.    | atmoszferikus szonda                    | -             | Becsapódott a Vénuszba, nem sikerült semmilyen mérési adatot visszaküldenie.                                                                                     |
| Venyera–4                       | 1967. október 18.   | atmoszferikus szonda                    | -             | 1967. október 18-án ért véget a küldetése |
| Mariner–5                       | 1967. október 19.   | közelrepülés                            | 4 094         | Nap körüli pályára állt. |
| Venyera–5                       | 1969. május 16.     | atmoszferikus szonda                    | -             | A szonda a bolygó sötét oldalán ért talajt. |
| Venyera–6                       | 1969. május 17.     | atmoszferikus szonda                    | 25 000        | A szonda a bolygó sötét oldalán ért talajt. |
| Venyera–7                       | 1970. december 15.  | leszállóegység                          | -             | A leszállóegység 23 percig sugárzott mérési adatokat a Vénusz felszínéről.                                                                                       |
| Venyera–8                       | 1972. július 22.    | leszállóegység                          | -             | A leszállóegység 50 percig sugárzott mérési adatokat a Vénusz felszínéről.                                                                                       |
| Mariner–10                      | 1972. július 22.    | közelrepülés                            | 5768          | A műhold pályára állt a Merkúr felé. |
| Venyera–9                       | 1975. október 20.   | keringő egység + leszállóegység         | -             | A leszállóegység 53 percig működött. Első fényképek a Vénusz felszínéről                                                                                         |
| Venyera–10                      | 1975. október 25.   | keringő egység + leszállóegység         | -             | A leszállóegység 65 percig sugárzott mérési adatokat a Vénusz felszínéről. Kb. 2200 km-re szállt le a Venyera 9-től                                              |
| Pioneer–12 vagy Pioneer Venus 1 | 1978. december 4.   | keringő egység                          | -             | A keringő egység elégett a Vénusz légkörében nem sokkal azután, hogy kifogyott az üzemanyaga                                                                     |
| Pioneer–13 vagy Pioneer Venus 2 | 1978. december 9.   | atmoszferikus szonda (4 db)             | -             | Négy különálló szondát juttattak a bolygó légkörébe, közülük egy (bár nem arra tervezték) túlélte a becsapódást, és még egy órán keresztül működött a felszínen. |
| Venyera–12                      | 1978. december 21.  | közelrepülés + leszállóegység           | 35 000        | A leszállóegység 110 percig sugárzott mérési adatokat a Vénusz felszínéről.                                                                                      |
| Venyera–11                      | 1978. december 25.  | közelrepülés + leszállóegység           | 35 000        | A leszállóegység 95 percig sugárzott mérési adatokat a Vénusz felszínéről.                                                                                       |
| Venyera–13                      | 1982. március 1.    | közelrepülés + leszállóegység           | 36 000        | A leszállóegység 127 percig sugárzott mérési adatokat a Vénusz felszínéről, ez idő alatt visszaküldte az első színes fényképeket a felhők alól.                  |
| Venyera–14                      | 1982. március 5.    | közelrepülés + leszállóegység           | 35 000        | A leszállóegység 57 percig sugárzott mérési adatokat a Vénusz felszínéről.                                                                                       |
| Venyera–15                      | 1983. október 10.   | keringő egység                          | 1 000         | Radar segítségével feltérképezték a Vénusz felszínét. 1984. július 10-én befejezte közös küldetését a Venyera 16-tal.                                            |
| Venyera–16                      | 1983. október 14.   | keringő egység                          | 1 000         | 1984 július 10-én befejezte közös küldetését a Venyera 15-tel.                                                                                                   |
| Vega–1                          | 1985. június 11.    | közelrepülés + leszállóegység + aerosat | -             | Az űrszonda folytatta útját a Halley üstökös felé. Jelenleg Nap körüli pályán kering.                                                                            |
| Vega–2                          | 1985. június 15.    | közelrepülés + leszállóegység + aerosat | -             | Az űrszonda folytatta útját a Halley üstökös felé. Jelenleg Nap körüli pályán kering.                                                                            |
| Galileo                         | 1990. február 10.   | közelrepülés                            | 16 106        | Tovább repült a Földet megközelítve (x2) a Jupiterhez. |
| Magellan                        | 1990. augusztus 10. | keringő egység                          | -             | 1994. október 13-án elégett a Vénusz légkörében. |
| Cassini–Huygens                 | 1998. április 26.   | közelrepülés                            | 284           | Még egyszer visszatért a Vénuszhoz 1999. június 24-én (akkor 600 km-re közelítve meg a bolygót), majd folytatta útját a Szaturnuszhoz.                           |
| MESSENGER                       | 2006. október 24.   | közelrepülés                            | 2384          | Még egyszer visszatért a Vénuszhoz 2007. június 5-én (akkor 338 km-re közelítve meg a bolygót), majd folytatta útját a Merkúrhoz.                                |
| Venus Express                   | 2006. április 11.   | keringő egység                          | -             | Küldetését háromszor is meghosszabbították. Végül 2014 novemberében fejezte be misszióját, mivel kifogyott az üzemanyaga.                                        |
| Akacuki                         | 2010. december 7.   | keringő egység                          | -             | Nem sikerült pályára állnia |

Az első űrszonda a Vénuszhoz az 1961. február 12-én indított Venyera–1 volt, a szovjet Venyera-program első űrszondája. A Venyera–1 közvetlen becsapódási pályára állt, de a kapcsolat a repülés hetedik napján megszakadt, 2 millió km-re a Földtől. Becslések szerint 100 000 km-re repült el a Vénusz mellett május közepén.
Az Egyesült Államok vénuszkutatási programja is rosszul kezdődött a Mariner–1 elvesztésével. A Mariner–2 sikeresebb volt, 109 napos átmeneti pálya után 1962. december 14-én elsőként közelítette meg a Vénuszt, 34 833 km-re. Mikrohullámú és infravörös radiométerei kiderítették, hogy felszín nagyon forró, legalább 425 °C.
A Venyera–3 szonda 1966. március 1-jén becsapódott a Vénuszba. Ez volt az ember alkotta első tárgy, amely elérte egy idegen bolygó légkörét és felszínét, azonban a meghibásodott kommunikációs rendszer miatt nem érkeztek adatok. A következő megközelítést 1967. október 18-án a Venyera–4 végezte, amely leereszkedett a légkörbe és méréseket végzett. A mérések szerint a felszín hőmérséklete 500 °C, a légkör 90–95%-a szén-dioxid. Az atmoszféra sokkal sűrűbb volt, mint azt a Venyera–4 tervezői gondolták, és a lassúbb ereszkedés miatt az akkumulátorok még azelőtt kimerültek, hogy a szonda elérte volna a felszínt.
Egy másik űrszonda a Mariner–5 volt, amely kevesebb mint 4000 km-re közelítette meg a bolygót 1967. október 19-én. A Mariner–5 eredetileg a Mariner–4 Mars-szonda tartaléka volt, de az utóbbi sikere miatt átalakították, és a Vénuszhoz küldték. A Venyera–4 és a Mariner–5 adatait nemzetközi együttműködés keretében egy szovjet–amerikai kutatócsoport vizsgálta meg a következő év folyamán.
1970. december 15-én a továbbfejlesztett Venyera–7 belépett a Vénusz légkörébe és épségben elérte a felszínt. 23 percig küldött hőmérsékleti adatokat, ezek voltak az első mérések egy idegen bolygó felszínéről. A Venyera-program folytatódott a Venyera–8-cal, amely már 50 percig mért a felszínen, a Venyera–9 és a Venyera–10 elkészítette az első képeket a tájról.
Közben az amerikai Mariner–10 1974. február 5-én a Merkúrhoz vezető pályáján gravitációs hintamanővert végzett a Vénusz mellett, ahonnan 4000 képet küldött vissza. A látható fényben készített képeken nem látszott semmilyen sajátosság a bolygón, UV fényben azonban kirajzolódtak a felhőrendszerek.

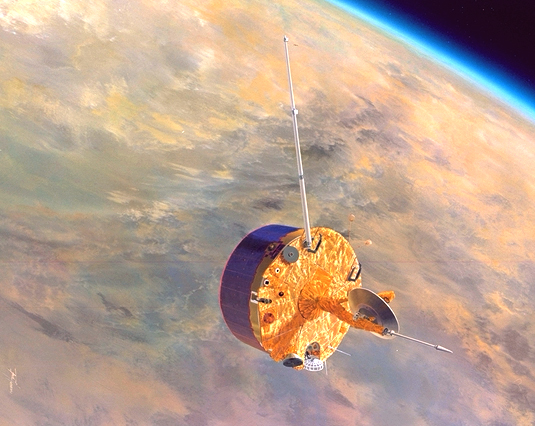
Pioneer Venus Orbiter

Az amerikai Pioneer Venus-program két különálló küldetésből állt. A Pioneer Venus Orbiter 1978. december 4-én állt pályára a Vénusz körül, 13 éven keresztül tanulmányozta a légkört, és térképezte a felszínt radarral. A Pioneer Venus Multiprobe összesen öt szondát engedett le a légkörbe 1978. december 9-én, amelyek adatokat gyűjtöttek a légkör összetételéről és a szélsebességről.
A következő négy évben további négy Venyera küldetést hajtottak végre. A Venyera–11 és Venyera–12 elektromos viharokat észlelt, a Venyera–13 és Venyera–14 színes képeket készített a felszínen. A Venyera-program 1983-ban fejeződött be a Venyera–15 és Venyera–16 radartérképező repülésével.
1985-ben a Halley-üstököshöz vezető úton két szovjet Vega űrszonda leszállóegységeket és ballonokat engedett le a Vénuszra. A ballonok 53 km magasságban 46 órán át működtek, ahol a nyomás és a hőmérséklet nagyjából akkora, mint a Föld felszínén.

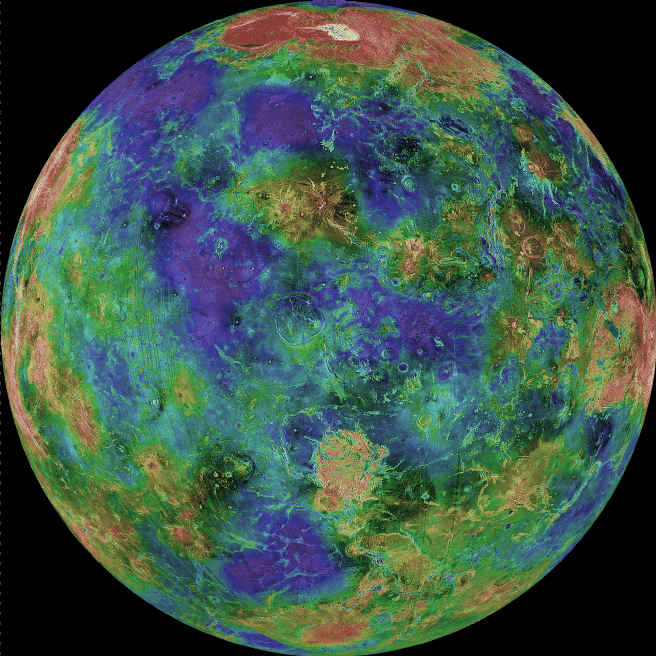
Magellan űrszonda topográfiai térképe a Vénuszról

1989. május 4-én indították az amerikai Magellan űrszondát a Vénusz radarral történő teljes feltérképezésére. A 4-5 éves küldetésen készített nagy felbontású radarképek minden korábbit felülmúltak, és a más bolygókról készített optikai képekkel voltak összehasonlíthatók. A Magellan a felszín 98%-át térképezte fel, majd 1994-ben belépett a légkörbe és megsemmisült. A Vénuszt közelrepülések során megfigyelte a Galileo és a Cassini űrszonda is, de ezután közel egy évtizedig nem küldtek űrszondát kifejezetten a Vénusz vizsgálatára.

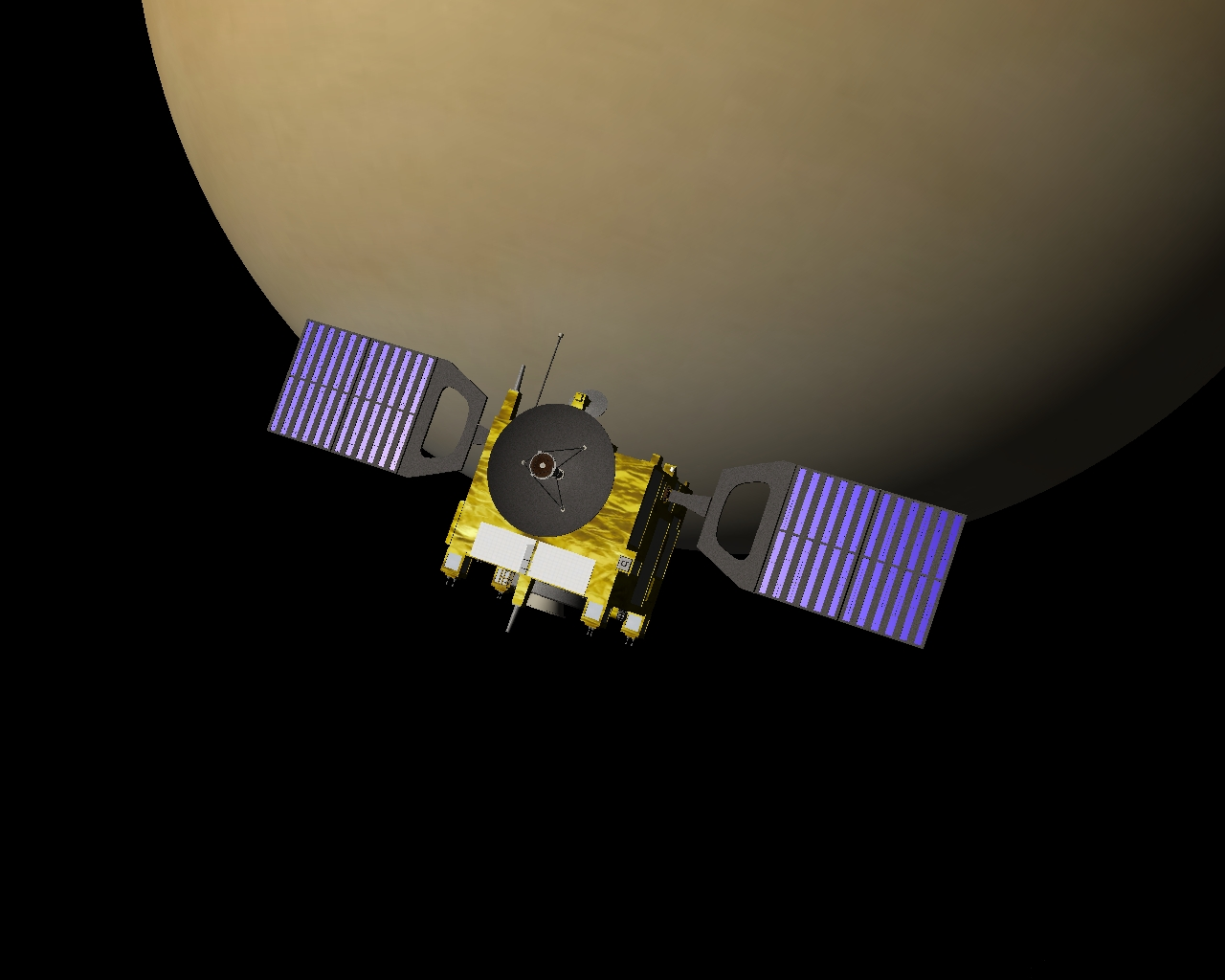
A Venus Express a Vénusz mellett

2005. november 9-én indult és 2006. április 11-én állt poláris pályára a Vénusz körül az európai Venus Express űrszonda. Részletesen tanulmányozza a légkört, a felhőket, feltérképezte a bolygó plazmakörnyezetét és a felszíni tulajdonságokat. 500 napig tartott, két vénuszi éven keresztül. Tervezés alatt van az orosz Venyera-D űrszonda.
2010. május 18-án indult küldetésére Japán Vénusz-szondája, az Akacuki, Tanegashima szigetéről. A szonda  elsődleges feladata lett volna kideríteni, hogy a Vénusz atmoszférája hogyan képes hatvanszor gyorsabb szuperkeringésre, mint a Föld, valamint, hogy ténylegesen vízóceánokkal rendelkezett-e, mint ahogy azt a megelőző kutatások feltételezik. Hajtóműhiba miatt azonban nem sikerült pályára állnia a bolygó körül.

## Lakhatóság
Az 1960-as évek eleje óta jelentősen visszaszorultak azok az elképzelések, amelyek szerint a Vénusz felszínén élet lehetséges. Ekkor kezdték el a Vénusz kutatását űreszközökkel, és ekkor lett világos, hogy a  körülmények a bolygón a Földhöz képest igen extrémek. Mivel közelebb van a Naphoz, és légkörében nagy mennyiségben vannak jelen üvegházhatást keltő gázok, így jóval nagyobb a felszíni hőmérséklete, amely a 462 Celsius-fokot is elérheti, a felszíni légköri nyomás pedig a földinek 90-szerese. Ezek miatt a ma ismert víz alapú élet igen valószerűtlen.
Néhány tudós elgondolkodott már azon, hogy a Vénusz légrétegének felső, hűvösebb, savas részén elképzelhető, hogy élnek extremofil mikroorganizmusok. 50 km-rel a felszín felett a nyomás és a hőmérséklet a földi talajéhoz igen hasonlatos. Emiatt már javasolták, hogy a levegőnél könnyebb ballonokkal derítsék fel a vénuszi légkör ezen részét, hogy kialakíthatóak lennének-e „lebegő városok”. A rengeteg mérnöki kihívás között ott van az igen magas kénsav koncentráció.
2019 augusztusban a csillagászok arról számoltak be, hogy a Vénusz légkörében már régóta megfigyelt abszorp  és albedó változások okai „ismeretlen emésztők”, mely lehet vegyi anyag vagy nagy mennyiségű mikróbatelep a légkör felső részében.
2020 szeptemberben egy csillagászcsoport bejelentette, hogy valószínűleg foszfint találtak, ami egy olyan szerves gáz, melyet egyetlen kémiai reakció sem állít elő. Az anyagot a Vénusz légkörének felső részében észlelték.  A felfedezés hatására a NASA vezetője, Jim Bridenstine nyilvánosan is azt sürgette, hogy a Vénusz ismét kerüljön a kutatások középpontjába, és azt mondta, a foszfin kimutatása „a legfontosabb lépés annak irányába, hogy életet találjunk a Földön kívül.”

## Magyar vonatkozások
A Vénuszon több magyar vonatkozású elnevezés található.
Konkrét személyek közül Jászai Mari színésznő, Klafsky Katalin operaénekes, és báró Orczy Emma regényíró nevét viseli kráter. A mitologikus jellegű nevek közül a legismertebb a Szélanya.